# Долматовський Євген Аронович
Євге́н Аро́нович Долмато́вський (рос. Евге́ний Аро́нович Долмато́вский; 5 травня 1915, Москва, Російська імперія — 10 вересня 1994, Москва, Росія) — радянськвий поет. Лауреат Державної премії СРСР (1950), член Спілки письменників Росії.
Закінчив Літературний інститут ім. М. Горького (1937). Літературну діяльність розпочав у 1934 р.
Автор тексту Пісні про Дніпро (музика Марка Фрадкіна) та багатьох інших пісень.

## Фільмографія
Автор текстів пісень до фільмів:
- «Винищувачі» (1939)
- «Таємничий острів» (1941)
- «Морський яструб» (1941)
- «Олександр Пархоменко» (1942)
- «Центр нападу» (1946)
- «Блакитні дороги» (1947)
- «„Богатир“ йде в Марто» (1954)
- «Зірки на крилах» (1955)
- «Мрії назустріч» (1963)
- «Дочка Стратіона» (1964)

Сценаріїв і текстів пісень до стрічок:
- «Добровольці» (1958)
- «Товариш пісня» (1966)
- «Будні карного розшуку» (1973)

## Нагороди
Нагороджений орденами Трудового Червоного Прапора, Вітчизняної війни 1 ст., Червоної Зірки, «Знак Пошани», медалями.

## Сім'я

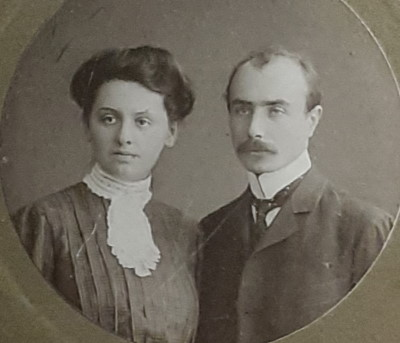
батьки Євгена Долматовського:
Адель Марківна Інґал та Арон Мойсейович Долматовський.
1906 р. Гайдельберг.

- Брат — Юрій Долматовський, автомобільний конструктор та історик автомобілебудування[7].
- Дядько (чоловік сестри матері, Анни Марківни Інґал) — Давид Абрамович Левін (1863—?), юрист, журналіст, редактор і видавець, співробітник «Юридичної газети», газет «Право»[ru] і «Речь», журналу «Восход»[en], редактор газет «Свобода і рівність» і «Наше життя»; його сестра Марія була одружена з гінекологом Миколою Самуїловичем Каннегізером (братом інженера Йоакима С. Каннегізера), а після його смерті — за перекладачем Ісаєм Бенедиктовичем Мандельштамом.
- Був одружений чотири рази[8].
- Донька — Галина Долматовська (1939—2021), режисерка-документалістка, докторка мистецтвознавства, авторка 5 книжок[8][9].
- Донька — Наталія Долматовська (нар. 1947), є перекладачем і викладачем англійської мови[8][10].
- Донька — Ольга Кравченко (нар. 1960), перекладачка[8].
- Онука — Тетяна Долматовська (нар. 1979), випускниця семінару з перекладу англійської літератури Літературного інституту, художник по костюмах[8][11] та дружина телеведучого та ресторатора Олексія Зиміна[en] (1971—2024).
- Онук: Василь Кут'їн (нар. 1978)[12], кандидат економічних наук, аналітик з маркетингу.
- Двоюрідний брат — Володимир Йосипович Інґал[fr], скульптор.
- Двоюрідний брат — Георг Авраамович Долматовський[ru] (1912—1991), вчений в області металообробки.